# Whisky mezclado

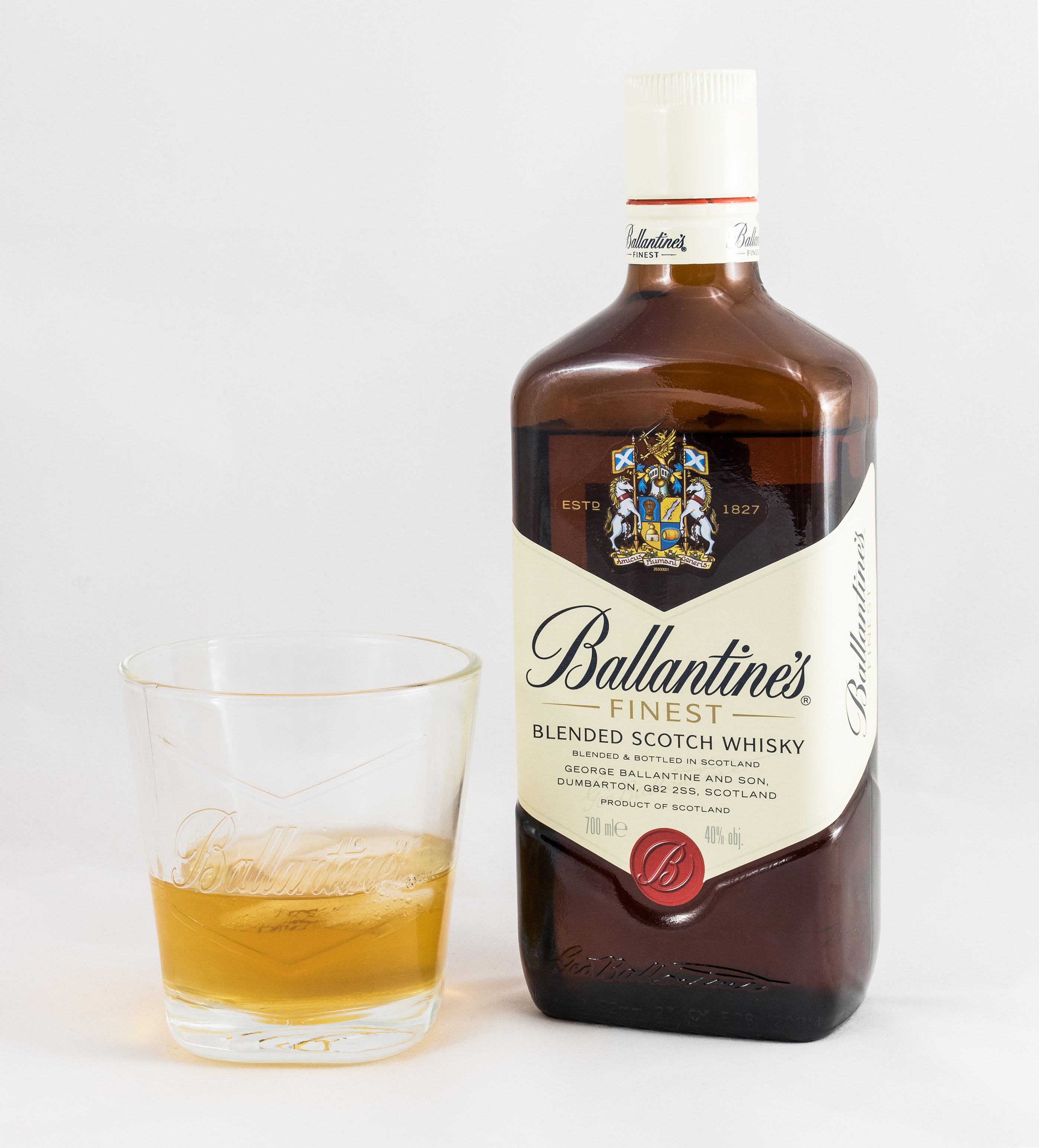
Imagen de un tipo de Whisky estilo blended

Un whisky mezclado, en inglés blended whisky, es el resultado de mezclar diferentes tipos de whiskies. Generalmente es el resultado de la mezcla de uno o más whiskies de malta (hechos de 100% de grano de malta, tales como cebada o centeno) junto con otros whiskies de grano o bien bebidas neutrales de grano de alto contenido en alcohol. Escocia, Irlanda y Canadá son los países donde más se elabora este tipo de whisky. La mezcla de whiskies de malta sin whisky de grano se denomina vatted malt. De otro lado, en Irlanda se produce un tipo de whisky llamado single pot still, caldo que combina la cebada malteada con la cebada sin maltear y otros granos (como avena o trigo). El origen de esta práctica se remonta al siglo XVIII, cuando los irlandeses trataron de escapar de un impuesto con el que los ingleses gravaron la malta.
La mayoría de whiskies mezclados no indican una edad, en caso contrario todos los whiskies que forman parte de la mezcla han de ser, al menos, tan viejos como la edad que se indica. Algunos ejemplos de whiskies mezclados son Blanton's, Bulleit Bourbon, Chivas Regal, Crown Royal, DYC, Four Roses, Jameson, Jim Beam, Maker's Mark, Old St Andrews, Seagram's Seven Crown y Suntory Hibiki.
El whisky de grano y otros "de relleno" suelen ser mucho más económicos en su producción que los de malta, por lo que los whiskies mezclados que contienen este tipo de whiskies suelen ser más baratos.